# Залисица
Залисица (укр. Залисиця) — село в Самаровской сельской общине Ковельского района Волынской области Украины.
До 2020 года входило в Ратновский район.
Код КОАТУУ — 0724285303. Население по переписи 2001 года составляет 78 человек. Почтовый индекс — 44124. Телефонный код — 3366.